# Pselaphorhynchites aureus
Espèce
Pselaphorhynchites aureus est une espèce d'insectes coléoptères appartenant à la famille des Attelabidae.